# André Regaud
André Regaud (Lió, 14 de febrer de 1868 – París, 12 de gener de 1945) va ser un tirador francès que va competir a cavall del segle xix i del segle XX i que va prendre part en tres edicions dels Jocs Olímpics, el 1908, 1912 i 1920].
El 1908 va prendre part en els Jocs Olímpics de Londres, on va disputa tres proves del programa de tir. Va guanyar una medalla de bronze en la prova de Carrabina per equips, fou quart en la de pistola lliure, 50 iardes per equip i desè en la de pistola lliure, 50 iardes.
El 1912 va disputar els seus segons Jocs Olímpics, amb la participació en tres proves del programa de tir. Fou quart en la prova de carrabina, 50 metres per equips, quinzè en pistola, 50 metres i 41è en carrabina, 50 metres.
El 1920, un cop superada la Primera Guerra Mundial, disputà els seus tercers i darrers Jocs Olímpics, amb la disputa de dues proves del programa de tir. Fou cinquè en pistola militar per equips i sisè en pistola lliure, 50 metres per equips.